# Cantonul Bourgoin-Jallieu-Nord
Cantonul Bourgoin-Jallieu-Nord este un canton din arondismentul La Tour-du-Pin, departamentul Isère, regiunea Rhône-Alpes, Franța.

## Comune
- Bourgoin-Jallieu (parțial, reședință)
- Ruy
- Saint-Chef
- Saint-Marcel-Bel-Accueil
- Saint-Savin
- Salagnon